# Campeonato Mundial de Atletismo de 2022 - 400 m masculino
A competição dos 400 metros masculino no Campeonato Mundial de Atletismo de 2022 foi realizada no estádio Hayward Field, em Eugene, nos Estados Unidos, entre os dias 17 a 22 de julho de 2022.

## Recordes
Antes da competição, os recordes eram os seguintes:
| Recorde mundial                               | Wayde van Niekerk (RSA)     | 43.03 | Rio de Janeiro , Brasil | 14 de agosto de 2016   |
| Recorde do campeonato                         | Michael Johnson (USA)       | 43.18 | Sevilha, Espanha        | 26 de agosto de 1999   |
| Melhor marca do ano                           | Michael Norman (USA)        | 43.56 | Eugene, Estados Unidos  | 25 de junho de 2022    |
| Recorde da África                             | Wayde van Niekerk (RSA)     | 43.03 | Rio de Janeiro , Brasil | 14 de agosto de 2016   |
| Recorde da Ásia                               | Yousef Ahmad Masrahi (KSA)  | 43.93 | Pequim, China           | 23 de agosto de 2015   |
| Recorde da América do Norte, Central e Caribe | Michael Johnson (USA)       | 43.18 | Sevilha, Espanha        | 26 de agosto de 1999   |
| Recorde da América do Sul                     | Anthony José Zambrano (COL) | 43.93 | Tóquio, [Japão]]        | 2 de agosto de 2021    |
| Recorde da Europa                             | Thomas Schönlebe (GDR)      | 44.33 | Roma, Itália            | 3 de setembro de 1987  |
| Recorde da Oceania                            | Darren Clark (AUS)          | 44.38 | Seul, Coreia do Sul     | 26 de setembro de 1988 |

## Medalhistas
| Ouro                 | Prata              | Bronze                     |
| Michael Norman (USA) | Kirani James (GRN) | Matthew Hudson-Smith (GBR) |

## Tempo de qualificação
| Tempo de qualificação. |
| ---------------------- |
| 44.90                  |

## Calendário
| Data        | Horário | Fase          |
| ----------- | ------- | ------------- |
| 17 de julho | 11:05   | Eliminatórias |
| 20 de julho | 19:15   | Semifinais    |
| 22 de julho | 19:35   | Final         |

Todos os horários estão no horário local (UTC-7)

## Resultados

### Eliminatórias
Qualificação: Os três primeiros de cada bateria (Q) e os seis melhores tempos (q) das eliminatórias. 

| Pos. | Bateria | Atleta                | Nacionalidade        | Tempo | Notas                |
| ---- | ------- | --------------------- | -------------------- | ----- | -------------------- |
| 1    | 5       | Bayapo Ndori          | Botswana             | 44.87 | Q,                   |
| 2    | 1       | Wayde van Niekerk     | África do Sul        | 45.18 | Q                    |
| 3    | 5       | Kirani James          | Granada              | 45.29 | Q                    |
| 4    | 2       | Michael Norman        | Estados Unidos       | 45.37 | Q                    |
| 5    | 1       | Jonathan Jones        | Barbados             | 45.46 | Q                    |
| 6    | 6       | Matthew Hudson-Smith  | Grã-Bretanha         | 45.49 | Q                    |
| 7    | 4       | Champion Allison      | Estados Unidos       | 45.56 | Q                    |
| 8    | 5       | Nathon Allen          | Jamaica              | 45.61 | Q                    |
| 9    | 1       | Alex Haydock-Wilson   | Grã-Bretanha         | 45.62 | Q,                   |
| 10   | 2       | Christopher Taylor    | Jamaica              | 45.68 | Q                    |
| 11   | 2       | Zakhiti Nene          | África do Sul        | 45.69 | Q                    |
| 12   | 4       | Dylan Borlée          | Bélgica              | 45.70 | Q                    |
| 13   | 2       | Kevin Borlée          | Bélgica              | 45.72 | q                    |
| 14   | 3       | Michael Cherry        | Estados Unidos       | 45.81 | Q                    |
| 15   | 3       | Muzala Samukonga      | Zâmbia               | 45.82 | Q                    |
| 16   | 6       | Liemarvin Bonevacia   | Países Baixos        | 45.82 | Q                    |
| 17   | 6       | Lidio Andrés Feliz    | República Dominicana | 45.87 | Q                    |
| 18   | 5       | Fuga Sato             | Japão                | 45.88 | q                    |
| 19   | 1       | Julian Jrummi Walsh   | Japão                | 45.90 | q                    |
| 20   | 4       | Isaac Makwala         | Botswana             | 45.93 | Q                    |
| 21   | 5       | Alex Beck             | Austrália            | 45.99 | q                    |
| 22   | 4       | Mikhail Litvin        | Cazaquistão          | 46.00 | q,                   |
| 23   | 6       | Christopher O'Donnell | Irlanda              | 46.01 | q                    |
| 24   | 1       | Patrik Šorm           | Chéquia              | 46.07 |                      |
| 25   | 3       | Alexander Doom        | Bélgica              | 46.18 | Q                    |
| 26   | 2       | Benjamin Lobo Vedel   | Dinamarca            | 46.27 |                      |
| 27   | 6       | Kaito Kawabata        | Japão                | 46.34 |                      |
| 28   | 3       | Jevaughn Powell       | Jamaica              | 46.42 |                      |
| 29   | 5       | Edoardo Scotti        | Itália               | 46.46 |                      |
| 30   | 2       | Luis Avilés           | México               | 46.47 |                      |
| 31   | 4       | Davide Re             | Itália               | 46.49 |                      |
| 32   | 2       | Kajetan Duszyński     | Polónia              | 46.57 |                      |
| 33   | 4       | Dwight St. Hillaire   | Trinidad e Tobago    | 46.60 |                      |
| 34   | 3       | Ricky Petrucciani     | Suíça                | 46.60 |                      |
| 35   | 4       | Boško Kijanović       | Sérvia               | 46.85 |                      |
| 36   | 1       | Steven Solomon        | Austrália            | 46.87 |                      |
| 37   | 3       | Anthony Pesela        | Botswana             | 47.36 |                      |
| 38   | 6       | Lucas Carvalho        | Brasil               | 47.53 |                      |
| 39   | 5       | Dexter Mayorga        | Nicarágua            | 48.40 |                      |
| 40   | 6       | Aiden Hazzard         | Anguila              | 51.44 | Recorde da temporada |
| 41   | 3       | Obediah Timbaci       | Vanuatu              | 53.32 |                      |

### Semifinais
Qualificação: Os dois primeiros de cada bateria (Q) e os dois melhores tempos (q) das semifinais.
| Pos. | Bateria | Atleta                | Nacionalidade        | Tempo | Notas           |
| ---- | ------- | --------------------- | -------------------- | ----- | --------------- |
| 1    | 1       | Michael Norman        | Estados Unidos       | 44.30 | Q               |
| 2    | 1       | Matthew Hudson-Smith  | Grã-Bretanha         | 44.38 | Q               |
| 3    | 3       | Champion Allison      | Estados Unidos       | 44.71 | Q               |
| 4    | 2       | Kirani James          | Granada              | 44.74 | Q               |
| 5    | 3       | Wayde van Niekerk     | África do Sul        | 44.75 | Q               |
| 6    | 3       | Jonathan Jones        | Barbados             | 44.78 | q               |
| 7    | 2       | Bayapo Ndori          | Botswana             | 44.94 | Q               |
| 8    | 1       | Christopher Taylor    | Jamaica              | 44.97 | q,              |
| 9    | 2       | Muzala Samukonga      | Zâmbia               | 45.02 | Recorde pessoal |
| 10   | 3       | Alex Haydock-Wilson   | Grã-Bretanha         | 45.08 | Recorde pessoal |
| 11   | 1       | Zakhiti Nene          | África do Sul        | 45.24 |                 |
| 12   | 3       | Kevin Borlée          | Bélgica              | 45.26 |                 |
| 13   | 2       | Michael Cherry        | Estados Unidos       | 45.28 |                 |
| 14   | 1       | Dylan Borlée          | Bélgica              | 45.41 |                 |
| 15   | 3       | Liemarvin Bonevacia   | Países Baixos        | 45.50 |                 |
| 16   | 3       | Mikhail Litvin        | Cazaquistão          | 45.63 | Recorde pessoal |
| 17   | 2       | Fuga Sato             | Japão                | 45.71 |                 |
| 18   | 1       | Julian Jrummi Walsh   | Japão                | 45.75 |                 |
| 19   | 2       | Alexander Doom        | Bélgica              | 45.80 |                 |
| 20   | 2       | Christopher O'Donnell | Irlanda              | 46.01 |                 |
| 21   | 3       | Isaac Makwala         | Botswana             | 46.04 |                 |
| 22   | 1       | Lidio Andrés Feliz    | República Dominicana | 46.19 |                 |
| 23   | 1       | Alex Beck             | Austrália            | 46.21 |                 |
| 23   | 2       | Nathon Allen          | Jamaica              |       | DNF             |

### Final
A final ocorreu dia 22 de julho às 19:35.
| Pos.              | Atleta               | Nacionalidade  | Tempo | Notas |
| ----------------- | -------------------- | -------------- | ----- | ----- |
| Medalha de ouro   | Michael Norman       | Estados Unidos | 44.29 |       |
| Medalha de prata  | Kirani James         | Granada        | 44.48 |       |
| Medalha de bronze | Matthew Hudson-Smith | Grã-Bretanha   | 44.66 |       |
| 4                 | Champion Allison     | Estados Unidos | 44.77 |       |
| 5                 | Wayde van Niekerk    | África do Sul  | 44.97 |       |
| 6                 | Bayapo Ndori         | Botswana       | 45.29 |       |
| 7                 | Christopher Taylor   | Jamaica        | 45.30 |       |
| 8                 | Jonathan Jones       | Barbados       | 46.13 |       |

Legenda
| Recorde mundial       | Recorde mundial (World record)               |                       | Recorde africano                      | Recorde africano (African) |                                           | Q | Classificado por posição (Qualified) |
| Recorde do campeonato | Recorde do campeonato (Championship record)  | Recorde da América    | Recorde da América (Americas)         | q                          | Classificado por melhor tempo (Qualified) |   |                                      |
| Melhor marca do ano   | Melhor marca do ano (World leading)          | Recorde asiático      | Recorde asiático (Asian)              | DNS                        | Não largou (Did not start)                |   |                                      |
| Recorde nacional      | Recorde nacional (National record)           | Recorde europeu       | Recorde europeu (European)            | DNF                        | Não terminou (Did not finish)             |   |                                      |
| Recorde pessoal       | Recorde pessoal do atleta (Personal best)    | Recorde da Oceania    | Recorde da Oceania (Oceania)          | DSQ / DQ                   | Desclassificado (Disqualified)            |   |                                      |
| Recorde da temporada  | Recorde da temporada do atleta (Season best) | Recorde sul-americano | Recorde sul-americano (South America) | NM                         | Sem marca (No mark)                       |   |                                      |